# Anfione (vescovo)
Anfione (Alberione, Anfitrione) (... – dopo il 325) è stato un vescovo greco antico di Epifania di Cilicia e confessore della fede. È venerato come santo dalla Chiesa cattolica.

## Biografia

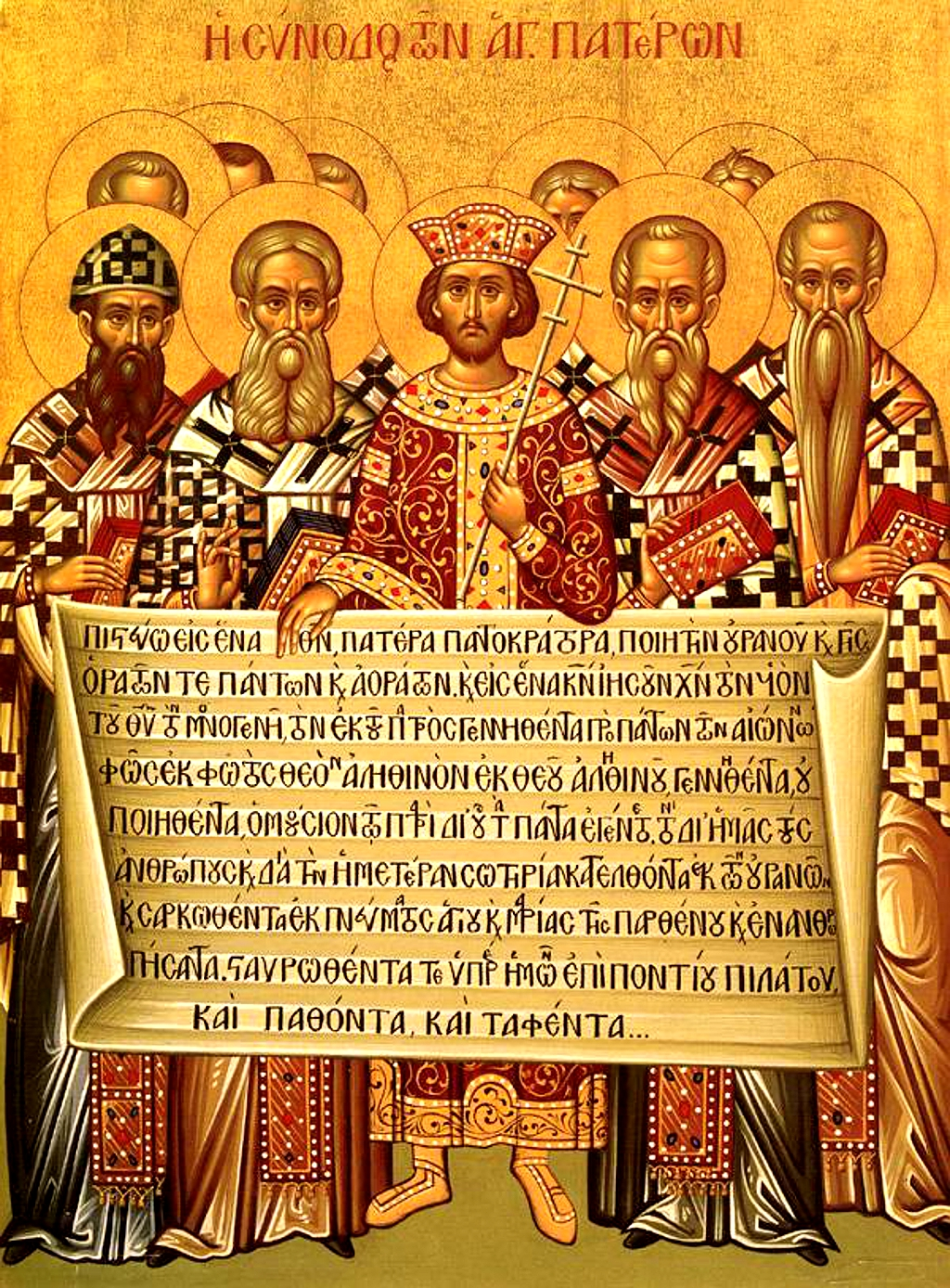
Icona russa che raffigura Costantino fra i Padri conciliari al primo Concilio di Nicea (325): il rotolo contiene anacronisticamente il testo del Simbolo niceno-costantinopolitano del 381 nella forma posteriormente datagli nella liturgia greca (πιστεύω invece di πιστεύομεν).

Confessò con invitto coraggio la fede di Gesù Cristo ai tempi di Massimino Daia
Il suo nome, come vescovo di Cilicia, appare nelle liste dei vescovi firmatari dei formulari nel 314 del concilio di Ancira e del Concilio di Neocesarea e nel 325 del Concilio di Nicea.
Baronio identifica il vescovo di Epifania di Cilicia con l'omonimo vescovo successore di Eusebio sulla cattedra di Nicomedia; tuttavia questa identificazione non ha alcun fondamento storico.
Autore di scritti ispirati ad una perfetta ortodossia fu menzionato in una lettera che Sant'Atanasio inviò nel 356 ai vescovi dell'Egitto e della Libia. per aver militato tra i sostenitori dell'ortodossia nei concili di Ancira e Nicea.
Fu anche vescovo di Epifania, dove consumò il resto della sua vita praticando le più eroiche virtù:
(Martirologio Romano p. 235, n.6.)
Dunque Anfione patì sotto Galerio ma non sarebbe morto martire.